# Centre communautaire LGBTQ+ de Montréal
45° 31′ 28″ N, 73° 33′ 42″ O
Le Centre communautaire LGBTQ+ de Montréal (CCLGBTQ+), est un organisme sans but lucratif situé à Montréal, au Québec, fondé le 17 août 1988.  
Le CCLGBTQ+ agit auprès des membres des communautés LGBTQ+ en favorisant la concertation et en suscitant la prise en charge du développement communautaire et social par les individus et les organismes.

## Historique
Le 13 juillet 2016, à l’occasion d’une assemblée générale spéciale, le Centre Communautaire des gais et lesbiennes de Montréal (CCGLM), à la suite de plusieurs concertations publiques, décide d’adopter un nom plus représentatif de la réalité des communautés LGBTQ+ desservies: Centre Communautaire LGBTQ+ de Montréal (CCLGBTQ+).
Du 7 au 13 août 2016, le Centre participe au Forum social mondial à Montréal, par son implication au sein du comité autogéré Diversité, genres et sexualités,. Le 12 août 2016 il supervise la conférence LGBT « Au-delà de la haine, acquis et luttes à venir de la communauté LGBT ». Avec les autres membres du comité autogéré il est récipiendaire du prix Initiative par excellence remis par le Gala Arc-en-ciel organisé par le Conseil québécois LGBT en 2016.

## Action
Le Centre communautaire LGBTQ+ de Montréal vise le développement de la qualité de vie des personnes LGBTQ+  et a pour objectif de faciliter la formation de comités d'étude, de recherche, d'accueil, d'information et d’intervention auprès des populations LGBTQ+, notamment auprès des migrants et réfugiés,.
Le Centre soutient les nouveaux arrivants et personnes en demande d'asile LGBTQ+ à Montréal  grâce à leur programme La Boussole LGBTQ+. Le programme offre des services socio-culturels, des ateliers à thématique d'intégration ainsi que des activités pour soutenir les personnes dans leurs besoins spécifiques.

## Bibliothèque à livres ouverts
Benoit Migneault a ainsi pris la suite du travail déjà réalisé et a informatisé le catalogue tout en y ajoutant un nombre important de nouveaux documents. Les nouveautés ajoutés au fonds documentaire provenaient généralement de services de presse. En effet, afin de bonifier la collection du centre de documentation, il réalisait des recensions dans différents périodiques québécois, ce qui lui permettait d'accéder à des services de presse qu'il versait ensuite au centre. S'est également ajouté la mise en place d'un cadre de classement permettant le repérage de dossiers verticaux dans lesquels on retrouvait environ 2000 à 3000 articles, pamphlets ou autres opuscules de petits formats ainsi que différents ouvrages de littérature grise. 
Toujours selon Benoit Migneault, l'élaboration de plans de classement, destinés à des fonds d'archives, et le catalogage du contenu de ces derniers ont également été réalisé pendant sa présence au centre (1991-1996).
 Les fonds d'archives portaient notamment sur plusieurs organismes communautaires qui se sont mis en place autour des premiers balbutiements d'événements entourant la notion de fierté gaie dans la communauté montréalaise, à savoir des organismes orientés vers une célébration gaie de la Saint-Jean-Baptiste (le Comité organisateur de la fête nationale du Québec et Gai-e-lon-la) ainsi qu'un autre dont le mandat portait sur la mise en place d'une marche de la fierté gaie portant le nom de Gairilla. 
La bibliothèque est un espace sécuritaire et accessible pour toutes et tous, seul centre de documentation spécialisé dans les questions liées à la diversité sexuelle au Québec,. 
Elle a reçu en 2015 un don pour développer sa collection de livres jeunesse et de bandes dessinées sur les enjeux LGBT pour les intervenants et les familles. En 2017, elle reçoit le prix Newlen-Symons décerné par l'American Library Association (ALA) et récompensant l’excellence des services offerts aux communautés de la diversité sexuelles,.   

### Mission
La BALO a pour mission de rassembler, de conserver de manière permanente et de diffuser le patrimoine documentaire de la diversité LGBTQ+ et tout document qui s'y rattache et qui présente un intérêt culturel, de même que tout document relatif à la diversité et publié dans toutes langues confondues.

### Description
La BALO rassemble, conserve et diffuse le patrimoine documentaire de la diversité LGBTQ+. Elle offre aussi les services d'une bibliothèque publique.

### Historique
En 2013, Michel Tremblay fait don de 30 ouvrages littéraires pour compléter l'ensemble de son œuvre dans la collection (69 œuvres en français et 10 œuvres en anglais).
En 2014, la bibliothèque procède à la migration sur le SIGB Koha, un logiciel libre et open source.
En septembre 2016, la bibliothèque est finaliste au Gala Arc-en-ciel par le Conseil québécois LGBT dans la catégorie « Projet par Excellence ».
En novembre 2016, elle est finaliste pour le « Prix Relève » à la soirée Prix Diversité en Gouvernance organisé par Concertation Montréal.
En 2017, la BALO se voit discerner le prix Newlen-Symons par la Rainbow Round Table de l'American Library Association pour l'excellence des services auprès des communautés LGBT,.

### ArtIcles connexes
- LGBT au Québec
- Village gai (Montréal)